# Marcos Bolados
Marcos Nikolas Bolados Hidalgo (* 28. Februar 1996 in Antofagasta), auch unter seinem Spitznamen BolaDios bekannt, ist ein chilenischer Fußballspieler. Der Flügelstürmer ist Nationalspieler.

## Karriere

### Verein
Marcos Bolados debütierte im Januar 2013 bei Deportes Antofagasta in der Primera División im Alter von 16 Jahren, allerdings spielte er noch weiter in der Jugend des Klubs. In der Apertura 2014/15 wurde er dann öfter eingesetzt und spielte in 14 der 17 Partien, davon stand er in vier Partien in der Startelf. Der Stürmer entwickelte sich zum Stammspieler, der trotz nicht überzeugender Ergebnisse aus der Mannschaft herausstach. Nach den guten Leistungen im Verein, aber auch in der U-20-Nationalmannschaft wechselte Bolados im Juli 2016 zu Rekordmeister CSD Colo-Colo.
Unter dem argentinischen Trainer Pablo Guede kam er in seiner ersten Saison noch auf 10 Einsätze, allerdings in der Transición 2017 nur noch zu drei Ligaspielen und so ließ er sich für die neue Saison vom direkten Rivalen CD Universidad Católica ausleihen. Bei den Cruzados traf er auf seinen früheren Trainer und Förderer Beñat San José aus der Zeit in Antofagasta und wurde Meister der Saison 2018. Im Januar 2019 kehrte Bolados wieder zu Colo-Colo zurück und bekam deutlich mehr Spielanteile unter Trainer Mario Salas. Mittlerweile gehört Bolados zu den unangefochtenen Stammspielern bei den Albos, mit denen er nach der Transición 2017 auch die Meisterschaft 2022 gewann. In dieser Saison absolvierte Bolados 27 Spiele und steuerte drei Treffer zum Titelgewinn bei. In der Spielzeit 2024 gelang BolaDios ein weiterer Meistertitel.

### Nationalmannschaft
Marcos Bolados debütierte für die Nationalmannschaft im März 2018 unter Trainer Reinaldo Rueda beim Freundschaftsspiel über Schweden. Beim 2:1-Erfolg wurde der Flügelstürmer in der 71. Spielminute für Ángelo Sagal eingewechselt und erzielte bei seinem Debüt den 2:1-Siegtreffer. Bei der Copa América Centenario 2016 hatte er bereits zum erweiterten Kader gehört, es jedoch nicht in den finalen Turnierkader geschafft.
Beim 3:0-Sieg im März 2024 gegen Albanien wurde Bolados für Rekordnationalspieler Alexis Sánchez eingewechselt und erzielte nach 33 Sekunden das 2:0. Damit schoss er das schnellste Tor in der Geschichte der La Roja nach einer Einwechslung. In fünf Länderspielen erzielte Bolados bislang zwei Tore.
Zuvor hatte Bolados bereits beim Campeonato Sudamericano 2015 in Uruguay mit der U-20 Chiles gespielt, war allerdings in der Gruppenphase ausgeschieden.

## Erfolge
Colo-Colo
- Chilenischer Meister: 2017-T, 2022, 2024
- Chilenischer Pokalsieger: 2016, 2019, 2021, 2023
- Supercopa de Chile-Sieger: 2017, 2022, 2024

Universidad Católica
- Chilenischer Meister: 2018